# Penawangan (Madukara)
Penawangan is een bestuurslaag in het regentschap Banjarnegara van de provincie Midden-Java, Indonesië. Penawangan telt 967 inwoners (volkstelling 2010).